# Dubrovački put
Dubrovački put (Via de Ragusi, Via Ragusina, Via Drine) je bila trgovačka cestovna prometnica. Stoljećima je bio jedan od najsigurnijih europskih putova prema Carigradu.

## Uloga
Povezivao je hrvatsku obalu s rudarskim i drugim privrednim središtima Bosne i Srbije. To je vrijeme kad se neovisni Dubrovnik razvio u trgovački grad i otkako Dubrovnik živo trguje sa svojim zaleđem, što datira u 11. i 12. stoljeće.
Dubrovačka Republika uspostavila je trgovačke veze sa zaleđem. Ova moćna hrvatska trgovačka država zaleđu prodaje sol, ribu, začine, nakit, tekstil, oružje, a kupuje rudu, vosak, drvo. Bio je vrlo važan za Dubrovnik, jer je ta država bila okrenuta vanjskoj trgovini. Bogatstvo je ovim putem dolazilo u grad. Napredak grada ovisio je o Putu.

## Povijest
Dubrovački put ima korijene u prapovijesnim vremenima, jer komunikacije iz Cavtata i Dubrovnika prema unutrašnjosti vode uz rubna područja Župe dubrovačke. Važnost i trajnost određene prometnice ovisio je o važnosti u određenom vremenu Cavtata ili Dubrovnika. U prapovijesti važnija je bila "cavtatska" prometnica, jer je glavno mjesto bio Epidaurum. Tako je bilo i u antičkim vremenima. Početkom srednjeg vijeka Dubrovnik preuzima središnju ulogu, pa glavnu ulogu preuzima "dubrovačka" prometnica koja je poslije prerasla u poznati dubrovački karavanski put (srpski: „dubrovački drum“). Ipak, i cavtatska i dubrovačka cestovna komunikacija usporedno su postojale neovisno o važnosti. Uz te dvije, postojale su kroz Župu još dvije u smjeru istok – zapad, "obalna" i druga koja je povezivala Gradac i Spilan. 
Važnost prometnice ilustrira činjenica da su se u neposrednoj blizini komunikacija podizala groblja, kasnije i groblja i crkve. U brončanom i željeznom dobu bila su kamene gomile, u srednjem vijeku crkve i groblja, kršćanska i ona pod stećcima. Dubrovački put prate crkve od sv. Orsule, sv. Đurđa, sv. Ivana, sv. Barbare i sv. Ane na Brgatu, te groblje pod stećcima na Barbari. Cavtatsku komunikaciju koja jednim krakom prolazi pored Spilana prate sv. Ana i sv. Ilija na G. Obodu, te sv. Ivan iznad Plata, odnosno Vidovo groblje (stećci) iznad Spilana.
Stare su rimske ceste propale. Roba se nije mogla voziti kolima, nego konjima i mazgama. Karavane su natovarene različitom robom pošle novim karavanskim putevima. U karavanama je bilo od 15 do 300 konja. Zbog intenzivne dubrovačke trgovine, važnost nije izgubio ni za osmanske vlasti.  Osmanski su paše uviđale važnost sveze s Dubrovnikom radi podizanja gospodarskog života svojih gradova, pa su dubrovačkim trgovcima davali povlastice.
Utemeljeno je vezati osnivanje Foče s ovom cestom. Vojna je važnost bila sve manja, jer je ovo bio izrazito karavanski put. Slabljenjem gospodarske važnosti Dubrovnika, ali i zaleđa, put je vremenom propadao. 

## Trasa
Polazio je od istočnih vrata Dubrovnika. „Tabor“ na Pločama, ispred istočnih gradskih vrata, bilo je polazišno mjesto Puta. Također je ovdje bila završna točka trgovcima s Orijenta, Osmanlijama i turskim podanicima koji su posebno u sajmišne dolazili u Dubrovnik u za Zapadnjake, egzotičnim nošnjama. Francuski putopisac Charles Yriarte je zapisao da ovdje "prestaje Europa i počinje Istok", ali istovremeno da baš tabor na Pločama „zrači posebnim dubrovačkim šarmom“. Put je prolazio preko Orsule. Zarasla dionica preko Orsule očišćena je 2013.
Kod Orsule Put prolazi tik uz crkvicu sv. Orsule, koja simbolizira ulaz u grad. Račva se na mjestu današnjeg vidikovca na magistrali. Lijevi, gornji krak povezivao je Republiku preko Brgata s Turskim carstvom, a desni krak s Konavlima.
Put je dalje vodio preko Župe dubrovačke koja je dolaskom pod Dubrovačku Republiku postala važna kopnena tranzitna prometnica između Dubrovnika i unutrašnjosti. 
Put je vodio preko Dupca, Brgata i Ivanice dalje prema zaleđu. Vodio je preko Trebinja, Gackog, (i/ili Bileće) Vratar, Tjentišta, Foče, Pljevalja, Prijepolja, Sjenice, Trbovišta, Novog Pazara, Kopaonika i Prokuplja ka Nišu. Kod Niša se sastajao sa starim rimskim putem koji je polazio od Lješa ka Lipljanu na Kosovu i ka Nišu. Od Niša preko Sofije do Carigrada poklapao se s trasom Carigradskog druma, (Via militaris) a uz pobočne ogranke povezivao se s Via Egnatia.
Kod sela Komini kod Pljevalja nađen je veliki rimski municipij na trasi rimskog puta. Na njegovom su se mjestu križali Dubrovački put i Kotorski put. Od ovog križanja vodio je put ka istoku južnim obroncima planine Babina, preko prijevoja Mijajlovice i lokaliteta Kaštelja prema selu Rače, u dubr. izvorima Cranze se zovu i selo i planina. Odatle preko zaravnjene visoravni Jabuke put je vodio u dolinu rijeke Seljašnice. Kod sela Rikovca južno od današnje trase puta ostatci su starog puta. Kod ušća Seljašnice u Lim trag je većeg antičkog naselja, u svezi s obližnjim rudnika. Od antike pa do srednjeg vijeka ovdje se vadila olovna ruda iz koje se ekstrahiralo srebro. Kod Čadinja su pronađeni ostatci rudarskih jama, peći za topljenje rude, rudarski alati i šljakišta. Proizvodi ovog rudnika odnose se na ugovor dubrovačkih trgovaca iz 15. stoljeća o kupovini olova u Prijepolju. Put je od ušća vodio dolinom Lima do ušća Mileševske rijeke. Tu se dubrovački put križao s još jednim starim putem, koji je vodio od Skadra preko doline Lima do ušća u Drinu.
Križanje je prvo dobilo karavansku postaju, zatim trg Prijepolje koji je poslije postao gradić Prijepolje. Kod Prijepolja se dubrovački put križao s putem koji je vodio od ušća Lima u Drinu, Sjeverina, Jagata, manastira sv. Đorđa u Mažićima, Kovina, Prijepolja, Komarana, Brodareva i Brskovu. Od Sjenice je Put vodio do Trgovišta gdje je prelazio rijeku Ljudsku, prelazio Kopaonik i dalje prema istoku.
Od tog križanja kod Prijepolja trasa puta išla je pokraj manastira Mileševe iz 13. st. (1234. – 35.) i grada Mileševca. Dalje prema jugoistoku Put je prolazio kroz Sjenicu. Kod Sjenice se križao s jednim jugoistočnim ogrankom Bosanskim putom, koji se od Dobruna kod Višegrada granao preko važnog križanja puteva Priboja, Zlatibora do Sjenice gdje je ulazio u dubrovački. Kod Sjenice se križao s još jednim putem, koji je od Beograda preko naselja (Užičke) Požege i manastira Arilja izlazio kod Sjenice na Dubrovački put. Od Sjenice je dalje vodio do Trgovišta gdje je prelazio rijeku Ljudsku, prelazio Kopaonik i dalje prema istoku.
Uz Dubrovački, za hrvatsku su povijest važni i Kotorski, Splitski, Neretvanski i Zetski put.

## Sigurnost
Put je bio izvor bogatstva kao i put kojim se mogla ugroziti sloboda Dubrovnika, jer je bio prometnica kojom je neprijatelj lako mogao prodrijeti do gradskih zidina. Zbog toga je Republika posvetila veliku pažnju. Budno se stražarilo nad Putom. Za potrebe sigurnosti godine 1441. dubrovačka vlada izgradila je utvrdu Tomba kod današnjeg Brgata Gornjeg i kuće za seljake-graničare koji su budno bdjeli da nitko nepoželjan ne bi prošao ovim putem. Jugoistočno od manastira Mileševe srednjovjekovni grad Mileševac čuvao je manastir i Put.

## Vanjske poveznice
- Dubrovački put prolazi trasom Dubrovnik-Trebinje-Foča